# Bilderbergconferentie 2017
De Bilderbergconferentie van 2017 werd gehouden van 1 tot en met 4 juni 2017 in het Westfields Marriotthotel in de Amerikaanse plaats Chantilly (Virginia). Het was de 65ste conferentie.
In 2002, 2008 en 2012 werd de conferentie ook op deze locatie gehouden.
Hieronder zijn de agenda en de namen van de deelnemers vermeld. Achter de naam van de opgenomen deelnemers staat de hoofdfunctie die ze op het moment van uitnodiging uitoefenden.

## Agenda
1. De regering-Trump: Een voortgangsverslag
2. Trans-Atlantische relaties: opties en scenario's
3. De Trans-Atlantische Defensie Alliantie: kogels, bytes en dollars
4. De richting van de EU
5. Kan de mondialisering worden vertraagd?
6. Banen, inkomen en niet gerealiseerde verwachtingen
7. De oorlog tegen informatie
8. Waarom groeit het populisme?
9. Rusland in de internationale orde
10. Het Nabije Oosten
11. Nucleaire proliferatie
12. China
13. Lopende zaken

## Deelnemers
| Naam                             | Functie                                                                                  | Land                |
| -------------------------------- | ---------------------------------------------------------------------------------------- | ------------------- |
| Henri de Castries                | President van het Institut Montaigne; Voormalig Voorzitter en CEO, AXA                   | Frankrijk           |
| Paul Achleitner                  | Voorzitter of the Supervisory Board, Deutsche Bank AG; penningmeester Bilderberg Meeting | Duitsland           |
| Marcus Agius                     | Voorzitter, PA Consulting Group                                                          | Verenigd Koninkrijk |
| Kjetil Alstadheim                | Politiek redacteur, Dagens Næringsliv                                                    | Noorwegen           |
| José Luis Arnaut                 | Managing Partner, CMS Rui Pena & Arnaut                                                  | Portugal            |
| José Manuel Barroso              | Voorzitter Goldman Sachs;                                                                | Portugal            |
| Oliver Bäte                      | CEO, Allianz SE                                                                          | Duitsland           |
| Nicolas Baverez                  | Partner, Gibson, Dunn & Crutcher                                                         | Frankrijk           |
| Anne-Catherine Berner            | Minister van Transport en Communicatie                                                   | Finland             |
| Svein Richard Brandtzæg          | President en CEO, Norsk Hydro ASA                                                        | Noorwegen           |
| Frank Bsirske                    | Voorzitter, UNI-Europa                                                                   | Duitsland           |
| Elaine Bunn                      | Voormalig Deputy Assistant Secretary of Defense                                          | Verenigde Staten    |
| Levent Çakiroglu                 | CEO, Koç Holding A.S.                                                                    | Turkije             |
| Juan Luis Cebrián                | Executive Chairman, PRISA en El País                                                     | Spanje              |
| David Cohen                      | Voormalig Deputy Director, CIA                                                           | Verenigde Staten    |
| Tom Cotton                       | Senator                                                                                  | Verenigde Staten    |
| Mathias Döpfner                  | CEO, Axel Springer SE                                                                    | Duitsland           |
| Thomas Enders                    | CEO, Airbus SE                                                                           | Duitsland           |
| Roger Ferguson Jr.               | President and CEO, TIAA                                                                  | Verenigde Staten    |
| Fabiola Gianotti                 | Algemeen Directeur, CERN                                                                 | Italië              |
| Lindsey Graham                   | Senator                                                                                  | Verenigde Staten    |
| Kenneth Griffin                  | Oprichter en CEO, Citadel Investment Group, LLC                                          | Verenigde Staten    |
| Luis de Guindos                  | Minister van Economie, Industrie en Economy, Industrie en Concurrentievermogen           | Spanje              |
| Victor Halberstadt               | Professor of Economics, Leiden University;                                               | Nederland           |
| Ralph Hamers                     | bestuursvoorzitter ING Groep;                                                            | Nederland           |
| Connie Hedegaard                 | Chair, KR Foundation                                                                     | Denemarken          |
| Jeanine Hennis-Plasschaert       | minister van defensie;                                                                   | Nederland           |
| Mellody Hobson                   | President, Ariel Investments LLC                                                         | Verenigde Staten    |
| Nicholas Houghton                | Voormalig Chief of Defence                                                               | Verenigd Koninkrijk |
| Kenneth Jacobs                   | Voorzitter en CEO, Lazard                                                                | Verenigde Staten    |
| Vernon Jordan Jr.                | Senior Managing Director, Lazard Frères & Co LLC                                         | Verenigde Staten    |
| Carsten Kengeter                 | CEO, Deutsche Börse AG                                                                   | Duitsland           |
| Henry Kissinger                  | Voorzitter Kissinger Associates Inc.;                                                    | Verenigde Staten    |
| Susanne Klatten                  | Managing Director, SKion GmbH                                                            | Duitsland           |
| Klaas Knot                       | President, De Nederlandsche Bank                                                         | Nederland           |
| Stephen Kotkin                   | Professor in History and International Affairs, Princeton University                     | Verenigde Staten    |
| Marie-Josée Kravis               | Senior Fellow, Hudson Institute; President, American Friends of Bilderberg               | Verenigde Staten    |
| Christine Lagarde                | Directeur, Internationaal Monetair Fonds                                                 | Frankrijk           |
| Thomas Leysen                    | Voorzitter , KBC Groep                                                                   | België              |
| Annie Lööf                       | partijleider, Centerpartiet                                                              | Zweden              |
| Terence McAuliffe                | Governeur van Virginia                                                                   | Verenigde Staten    |
| Herbert McMaster                 | National Security Advisor                                                                | Verenigde Staten    |
| Zanny Minton Beddoes             | Editor-in-Chief, The Economist                                                           | Verenigd Koninkrijk |
| Lisa Monaco                      | Voormalig Homeland Security Officer                                                      | Verenigde Staten    |
| Craig Mundie                     | President, Mundie & Associates                                                           | Verenigde Staten    |
| Willem-Alexander der Nederlanden | Staatshoofd van Nederland                                                                | Nederland           |
| Michael O'Leary                  | CEO, Ryanair D.A.C.                                                                      | Ierland             |
| Alexis Papahelas                 | Executive Editor, Kathimerini                                                            | Griekenland         |
| David Petraeus                   | Chairman, KKR Global Institute                                                           | Verenigde Staten    |
| Benoît Puga                      | Grootkanselier van het Legioen van Eer en de Nationale Orde van Verdienste               | Frankrijk           |
| Heather Reisman                  | Chair en CEO, Indigo Books & Music Inc.                                                  | Canada              |
| Johanna Rosén                    | Professor in Materials Physics, Universiteit van Linköping                               | Zweden              |
| David Rubenstein                 | medeoprichter en Co-CEO, The Carlyle Group                                               | Verenigde Staten    |
| Susanne Ruoff                    | CEO, Swiss Post                                                                          | Zwitserland         |
| Gwendolyn Rutten                 | Voorzitter, Open Vld                                                                     | België              |
| Michael Sabia                    | CEO, Caisse de dépôt et placement du Québec                                              | Canada              |
| Nadia Schadlow                   | Deputy Assistant to the President, National Security Council                             | Verenigde Staten    |
| Johann Schneider-Ammann          | Lid van de Zwitserse Bondsraad                                                           | Zwitserland         |
| Beppe Severgnini                 | Editor-in-Chief, 7-Corriere della Sera                                                   | Italië              |
| Boyan Slat                       | CEO en oprichter, The Ocean Cleanup                                                      | Nederland           |
| Randall Stephenson               | Voorzitter en CEO, AT&T                                                                  | Verenigde Staten    |
| Jens Stoltenberg                 | Secretaris-generaal van de NAVO                                                          | Noorwegen           |
| Bruno Tertrais                   | Deputy Director, Fondation pour la recherche stratégique                                 | Frankrijk           |
| Jakob Haldor Topsøe              | Voorzitter, Haldor Topsøe Holding A/S                                                    | Denemarken          |
| Björn Wahlroos                   | Voorzitter, Sampo Group, Nordea Bank, UPM-Kymmene Corporation                            | Finland             |
| Amy Walter                       | Editor, The Cook Political Report                                                        | Verenigde Staten    |
| Sharon White                     | Chief Executive, Ofcom                                                                   | Verenigd Koninkrijk |
| Martin Wolf                      | Chief Economics Commentator, Financial Times                                             | Verenigd Koninkrijk |
| Pierre Wunsch                    | Vice-Governeur, Nationale Bank van België                                                | België              |
| Jeffrey Zients                   | Voormalig directeur, National Economic Council                                           | Verenigde Staten    |

1954 ·
1955 (1) ·
1955 (2) ·
1956 ·
1957 (1) ·
1957 (2) ·
1958 ·
1959 ·
1960 ·
1961 ·
1962 ·
1963 ·
1964 ·
1965 ·
1966 ·
1967 ·
1968 ·
1969 ·
1970 ·
1971 ·
1972 ·
1973 ·
1974 ·
1975 ·
(1976) ·
1977 ·
1978 ·
1979 ·
1980 ·
1981 ·
1982 ·
1983 ·
1984 ·
1985 ·
1986 ·
1987 ·
1988 ·
1989 ·
1990 ·
1991 ·
1992 ·
1993 ·
1994 ·
1995 ·
1996 ·
1997 ·
1998 ·
1999 ·
2000 ·
2001 ·
2002 ·
2003 ·
2004 ·
2005 ·
2006 ·
2007 ·
2008 ·
2009 ·
2010 ·
2011 ·
2012 ·
2013 ·
2014 ·
2015 ·
2016 ·
2017 ·
2018 ·
2019 ·
2020 ·
2021 ·
2022 ·
2023